# هابي كالدويل
هابي كالدويل (بالإنجليزية: Happy Caldwell)‏ هو عازف جاز أمريكي، ولد في 25 يوليو 1903 في شيكاغو في الولايات المتحدة، وتوفي في 29 ديسمبر 1978 في نيويورك في الولايات المتحدة.

## وصلات خارجية
- هابي كالدويل على موقع ميوزك برينز (الإنجليزية)
- هابي كالدويل على موقع أول ميوزيك (الإنجليزية)
- هابي كالدويل على موقع ديسكوغز (الإنجليزية)